# کروناویروس مرس
کروناویروس مرس یا آنچه کروناویروس جدید نامیده میشد (نام علمی: MERS-CoV) نام یک سرده از خانواده کروناویریده است.

## درمان

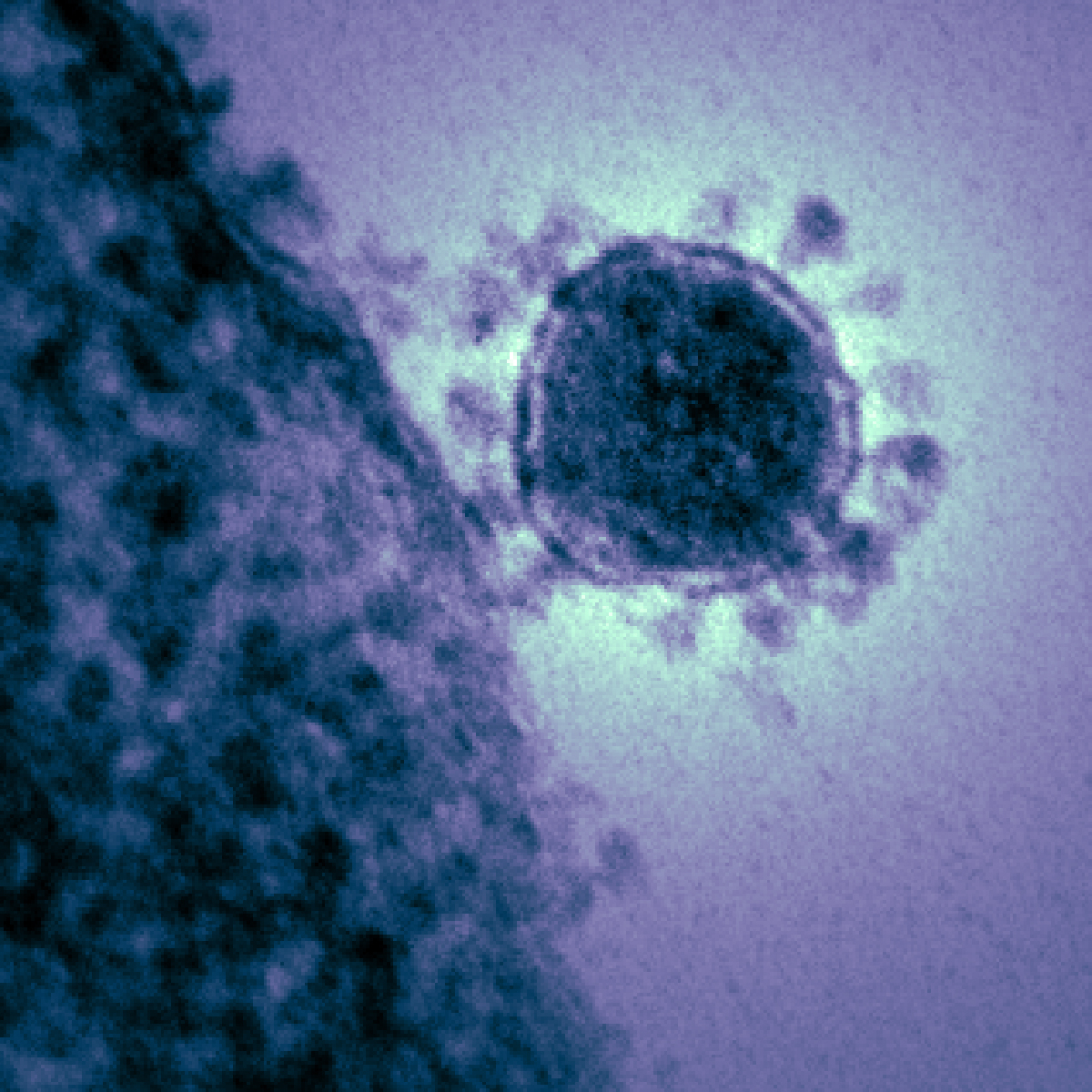
یک میکروگراف الکترونی عبوری رنگی از کروناویروس مرتبط با سندرم تنفسی خاورمیانه (MERS-CoV) که در سال 2012 ظاهر شد.

گروهی از دانشمندان به رهبری «ادوارد تریبالا» از دانشگاه گوتنبرگ سوئد و «ولکر تیل» از دانشگاه برن آلمان ماده‌ای به نام «K22» کشف کردند که توانایی این ویروس‌ها را برای گسترش در انسان‌ها مسدود می‌کند. «K22» تکثیر کروناویروس را در سلول‌های پوششی دستگاه تنفسی انسان مهار می‌کند. «K22» در مقابله با کروناویروس‌های بی‌ضرری که در انسان علائم سرماخوردگی ایجاد می‌کنند و کروناویروس‌های عامل بیماری سارس و مرس مؤثر است. ویروس‌ها برای تولیدمثل باید غشای سلول‌های انسانی جداگانه‌ای در اختیار بگیرند تا در آن نوعی پایه نگهدارنده درست کنند و ماشین تولید ویروس خود را در آن مستقر کنند و ماده «K22» این روند را غیرممکن می‌کند.